# Männikönsaari
Männikönsaari is een onbewoond langwerpig eiland in de Zweedse Kalixälven. Het eiland heeft geen oeververbinding. Het meet ongeveer 8 hectare. Het ligt bij Männikkö.